# Eleonore Stump
Eleonore Stump, född 9 augusti 1947, är en amerikansk filosof. Hon är sedan år 1992 professor i filosofi vid Saint Louis University. Hon har bland annat varit gästprofessor vid Påvliga universitetet Gregoriana i Rom.

## Biografi
Stump avlade 1975 doktorsexamen vid Cornell University med avhandlingen Boethius's De topicis differentiis.
Hon har bland annat skrivit det omfattande verket Aquinas (2003) samt Wandering in Darkness: Narrative and the Problem of Suffering, en omfångsrik undersökning av ondskans problem. År 2018 publicerade Stump Atonement, en bok om den kristna försoningsläran.
Stump har tidigare varit ordförande för Society of Christian Philosophers, American Catholic Philosophical Association och American Philosophical Association.